# Alberico Motolese
Alberico Motolese (Martina Franca, 11 luglio 1902 – 22 marzo 1991) è stato un politico italiano.

## Biografia
Figlio di Paolo e Luisa Basile, nasce in una ricca famiglia di proprietari terrieri; è il primogenito di sette fratelli fra cui Guglielmo e Alfonso. Laureato in scienze economiche e commerciali, si interessa subito degli affari di famiglia per la prematura scomparsa del padre. 
Motolese si interessa alla zootecnia ed è il fondatore e primo presidente della centrale del latte di Taranto. 
Attivo anche in campo politico con la Democrazia Cristiana, fu prima per vent'anni sindaco di Martina Franca e poi deputato nella prima legislatura. dal 1948 al 1953.
Negli anni '70 si ritira a vita privata nella sua azienda agricola, la Masseria Palesi, nell'agro di Martina Franca.